# Славко Гърличков
Славко (Славчо) Ал. Гърличков е български революционер, деец на Вътрешна македоно-одринска революционна организация.

## Биография
Славко Гърличков е роден на в 1882 година в град Щип, тогава в Османската империя, днес в Северна Македония. При избухването на Балканската война в 1912 година е доброволец в Македоно-одринското опълчение в 15 щипска дружина.
На 17 април 1941 година влиза в Щипския изпълнителен комитет на Българските акционни комитети.
Същата година през август е избран за председател на настоятелството на Илинденската организация в Щипското дружество.